# Voyage (アン・サリーのアルバム)
『Voyage』（ヴォヤージュ）は、アン・サリーのデビュー・アルバムである。

## 収録曲
| #         | タイトル                                       | 作詞                                         | 作曲                                         | 時間  |
| --------- | ---------------------------------------------- | -------------------------------------------- | -------------------------------------------- | ----- |
| 1.        | 「小舟」(O Barquinho)                          | ホナルド・ボスコリ                           | ホベルト・メネスカル                         | 4:43  |
| 2.        | 「オール・アイ・ウォント」(All I Want)         | ジョニ・ミッチェル                           | ジョニ・ミッチェル                           | 4:37  |
| 3.        | 「エモルドゥラーダ」(Emoldurada)               | セルソ・ヴィアフォラ                         | イヴァン・リンス                             | 5:36  |
| 4.        | 「酒とバラの日々」(The Days of Wine and Roses) | ジョニー・マーサー                           | ヘンリー・マンシーニ                         | 3:20  |
| 5.        | 「ヴェラス」(Velas)                            | ビクター・マーティン                         | イヴァン・リンス                             | 4:49  |
| 6.        | 「ヒー・ラヴズ・ユー」(He Loves You)           | ロバート・クイン・ウイルソン                 | ロバート・クイン・ウイルソン                 | 4:40  |
| 7.        | 「真夜中のオアシス」(Midnight at the Oasis)    | デイヴィッド・ニックターン                   | デイヴィッド・ニックターン                   | 4:25  |
| 8.        | 「スマイル」(Smile)                            | ジョン・ターナー、ジェフリー・パーソンズ     | チャールズ・チャップリン                     | 3:43  |
| 9.        | 「ザ・フェイス・アイ・ラヴ」(The Face I Love)  | パウロ・セルジオ・ヴァーリ、レイ・ギルバート | マルコス・ヴァーリ、カルロス・ピンガリーニャ | 2:56  |
| 10.       | 「青春の光と影」(Both Sides, Now)              | ジョニ・ミッチェル                           | ジョニ・ミッチェル                           | 4:06  |
| 合計時間: | 合計時間:                                      | 合計時間:                                    | 合計時間:                                    | 42:55 |

## 参加ミュージシャン
- アン・サリー - ボーカル
- トゥーツ・シールマンス - ハーモニカ
- 中村善郎 - アコースティック・ギター
- 笹子重治 - アコースティック・ギター
- 秋岡欧 - カヴァキーニョ、バンドリン
- 宮内和之 - アコースティック＆エレクトリック・ギター
- 難波弘之 - エレクトリックピアノ
- 是方博邦 - エレクトリック・ギター
- 森孝人 - エレクトリック・ギター
- 菰淵樹一郎 - エレクトリック＆ウッドベース
- 石川智 - パーカッション、カホン
- スティーヴ・サックス - フルート、クラリネット
- フェビアン・レザ・パネ - ピアノ
- 桑山哲也 - アコーディオン

## リリース日一覧
| 地域 | リリース日     | レーベル        | 規格                   | カタログ番号 | 備考         |
| ---- | -------------- | --------------- | ---------------------- | ------------ | ------------ |
| 日本 | 2001年10月24日 | VideoArts Music | 12cmCD                 | VACM-1188    | STEREO       |
| 日本 | 2009年7月2日   | VideoArts Music | 12cmCD                 | VACZ-1371    | STEREO       |
| 日本 | 2009年7月2日   | VideoArts Music | デジタル・ダウンロード | 75023775     | iTunes Store |
| 日本 | 2009年7月2日   | VideoArts Music | デジタル・ダウンロード | B0046NH3ZC   | Amazon.com   |
| 日本 | 2012年7月25日  | VideoArts Music | 12cmCD                 | VACM-7059    | STEREO       |
| 日本 | 2016年7月20日  | コロムビア      | 12cmCD                 | COCB-54186   | STEREO       |